# Митрополія Бордо
Митрополія Бордо - митрополія  римо-католицької церкви у Франції. Утворена в III столітті. Включає архідієцезію та 4 дієцезії. Головною святинею є Собор святого Андрія в Бордо (Cathédrale Saint-André de Bordeaux).